# Jakob Feurer
Jakob Feurer (* 11. Oktober 1912 in Flawil; † 29. Juli 1999 in Altstätten) war katholischer Priester und Gründer des Schweizer Bauordens.

## Leben
Am 11. Oktober 1912 wurde Jakob Feurer in Flawil (Schweiz) als Sohn eines Briefträgers geboren. Er studierte Theologie in Freiburg und Innsbruck, und 1939 empfing er die Priesterweihe. Er war tätig als Seelsorger in Goldingen und Steinach, 13 Jahre lang war er Vikar in Altstätten und von 1959 bis 1987 wirkte er als Pfarrer in Wildhaus. Zwischen 1988 und 1995 wohnte er im Pfarrhaus von Lüchingen, dann bis zu seinem Tod in Altstätten.
Jakob Feurer starb am 29. Juli 1999 in Altstätten im 87. Altersjahr. Er wurde im Friedhof Altstätten beerdigt.

## Gründer der Schweizer Bauordens
1953 gründete Jakob Feurer den Schweizer Bauorden. Die Idee, für wenig bemittelte Menschen in armen Ländern Häuser, Spitäler, Alters- und Pflegeheime, Heime für körperlich und geistig Behinderte, Schulen, Kirchen, Klöster mit Fronarbeit und Geldspenden zu bauen oder baulich zu unterhalten, liess ihn seither nicht mehr los und engagierte er sich zusammen mit seiner Hausangestellten Ruth Matt für dieses Werk. Jakob Feurer war der erste Präsident des Schweizer Bauordens. Er gründete auch die vierteljährliche Zeitschrift des Bauordens „Liebe baut“, und lange Zeit war er ihr Redakteur.